# Насилие (фильм)
«Насилие» (англ. Compulsion) — американский чёрно-белый художественный фильм, юридический триллер режиссёра Ричарда Флейшера, премьера которого состоялась в 1959 году. В главных ролях задействованы Орсон Уэллс, Дин Стоквелл и Брэдфорд Диллман. Экранизация одноимённого романа Мейера Левина, который, в свою очередь, основан на реальных событиях — деле Леопольда и Лёба.
Лента подавляет все гомосексуальные аспекты между двумя основными фигурантами, которые были проявлены во время следствия, и концентрируется на отвергании убийцами философии Фридриха Ницше. Адвокат преступников проявляет неимоверную человечность, когда спасает их от смертной казни. Примечательно, что кроме вступительных титров и финальной сцены, музыка в картине полностью отсутствует, что придаёт ей ещё больший психологический эффект.
Лента вошла в основную конкурсную программу 12-го Каннского кинофестиваля, где боролась за «Золотую пальмовую ветвь». Все три ключевых актёра — Орсон Уэллс, Дин Стоквелл и Брэдфорд Диллман — на смотре были признаны лучшими и забрали домой приз за лучшую мужскую роль. Кроме того, фильм номинировался на премию BAFTA в категории «Лучший фильм», однако на церемонии вручения проиграл «Бен-Гуру».

## Сюжет
Действие фильма происходит в 1924 году, в городе Чикаго. Близкие друзья Арти Штраусс (Брэдфорд Диллман) и Джадд Штайнер (Дин Стоквелл) решают совершить, по их мнению, идеальное убийство — похищение и устранение маленького Поли Кесслера. Они верят, что убийство будет стоять выше всякого закона и ни одна улика не будет найдена. Полиция выслеживает их почти сразу же после совершения преступления — Джадд оставил возле убитого мальчика свои очки. Известный адвокат Джонатан Уилк (Орсон Уэллс) берёт это дело под своё крыло, тем самым спасая убийц от смертной казни.
В ленте фигурируют всевозможные юридические термины, а финальный монолог адвоката Уилка, произносившийся 13 минут, стал наиболее длинным за всю историю кинематографа.

## В ролях
| Актёр            | Роль                                      |
| ---------------- | ----------------------------------------- |
| Орсон Уэллс      | Джонатан Уилк (прототип — Кларенс Дэрроу) |
| Дин Стоквелл     | Джадд Штайнер (прототип — Натан Леопольд) |
| Брэдфорд Диллман | Арти Штраусс (прототип — Ричард Лёб)      |
| Дайан Варси      | Рут Эванс                                 |
| Э. Г. Маршалл    | окружной прокурор Гарольд Горн            |

| Актёр            | Роль              |
| ---------------- | ----------------- |
| Мартин Милнер    | Сид Брукс         |
| Ричард Андерсон  | Макс Штайнер      |
| Роберт Ф. Саймон | лейтенант Джонсон |
| Эдвард Биннс     | Том Дэли          |
| Роберт Бёртон    | Чарльз Штраусс    |
| Ина Бэйлин       | подруга Майка     |

## Создание
В самом начале производства фильма у Флейшера были планы на использование музыки во всем фильме, однако когда режиссёр приехал к композитору Лайонелу Ньюману с финальной версией картины, тот не посчитал нужным, что ей требуется музыкальное сопровождение.
Юристы кинокомпании 20th Century Fox были обеспокоены тем, что тогда ещё живой Натан Леопольд мог подать иск в суд на создателей фильма за клевету, показанную в картине. Людям, отвечавшим за рекламу фильма в СМИ, пришлось просить журналистов не писать о том, что лента основана на реальных событиях, ни слова. Были отменены также запланированные пресс-релизы и интервью. Несмотря на это, одна из нью-йоркских газет всё-таки упомянула этот факт, после чего иск от Леопольда последовал незамедлительно. Тем не менее, в суде преступник проиграл из-за того, что незадолго до судебного процесса он издал автобиографическую книгу «Жизнь плюс 99 лет», в которой были изложены те же самые факты, что и в фильме.
В одном из последних интервью Флейшер признавался, что у него ещё во время съёмок были какие-то ощущения, что его фильм войдёт в историю. Он говорил, что особенно это чувствовалось, когда Уэллс произносил монолог в финальной сцене. Сам актёр, согласно Флейшеру, очень нервничал во время репетиции этого эпизода. Незадолго до окончания съёмочного процесса, заработная плата Уэллса за фильм была отнята членами специального подразделения лос-анджелесского налогового департамента. Произошло это из-за того, что у актёра давно были проблемы с налогами. Все это настолько расстроило Уэллса, что тот покинул павильоны студии и уехал из страны, так и не дочитав свой монолог. Монтажёр Уильям Рейнольдс спас положение, склеив предыдущие слова Уэллса.

## Критика
Фильм был положительно воспринят большинством мировых кинокритиков, которые, по большей части, отмечали актёрскую игру Орсона Уэллса и саспенсную подоплёку ленты. Ричард Флейшер неоднократно признавался, что считает «Насилие» своим лучшим фильмом.
- «Захватывающее изложение дела Леопольда-Лёба с выдающейся актёрской игрой Орсона Уэллса» — Кен Ханке, Mountain Express[9]
- «Флейшер проделал невероятно трудную работу» — Рори Л. Аронски, Film Threat[10]
- «Второстепенные актёры постарались на славу и привнесли темную изюминку в яркую и увлекательную картину» — А. Х. Уайлер, The New York Times[11]

## Награды
- 1959 — участие в основной конкурсной программе 12-го Каннского кинофестиваля, приз за лучшую мужскую роль (Орсон Уэллс, Дин Стоквелл, Брэдфорд Диллман)[2].
- 1959 — номинация на премию Гильдии режиссёров США за лучшую режиссёрскую работу (Ричард Флейшер)[12].
- 1960 — номинация на премию Гильдии сценаристов США за лучший сценарий к кинодраме (Ричард Мёрфи)[13].
- 1960 — номинация на премию «Лоурел» за лучшую драму года[14].
- 1960 — номинация на премию BAFTA за лучший фильм года[3].